# Magister scholarum
Un Magister scholarum, del latín scholasticus (maestro de escuela), era la cabeza de una escuela eclesiástica, típicamente una escuela catedralicia, escuela monástica, o la escuela de una colegiata, en la Europa medieval y principios de la Edad Moderna. Dependiendo del tamaño de la escuela y el estatus de la institución a la que estuviera unida, podría ser solo un maestro, la cabeza de un considerable establecimiento educativo, o tener supervisión sobre todas las escuelas en su ciudad o territorio. Podía ser un dignatario en el capítulo de una catedral o colegiata, junto con el preboste, deán, cantor, sucentor, precentor, archidiácono, tesorero, cellarium, sacristán o limosnero. No se desconoce que alguno alguna vez se apropiara de los ingresos del cargo y que la enseñanza la llevara a cabo algún otro.
En México, específicamente en la época de la colonia, el «magister scholarum» o maestro de la escuela era aquel sacerdote que venía del cabildo de la catedral y representaba al Papa para otorgar los grados académicos en la Real y Pontificia Universidad de México (Hoy Universidad Nacional Autónoma de México, UNAM).